# Bendik Hofseth
Bendik Hofseth, född 19 oktober 1962 i Oslo, är en norsk kompositör, musiker, sångare och musikproducent. Hofseth vann Gammleng-prisen 1993 i klassen "jazz" och Kardemommestipendiet 1996.

## Diskografi (urval)
Soloalbum
- 1991 – Bendik IX
- 1993 – Amuse Yourself
- 1995 – Metamorphoses (live, Rockefeller i Oslo, 1994)
- 1996 – Planets, Rivers and...Ikea
- 1997 – Ludo (med Anne-Lise Berntsen & Helge Iberg)
- 1997 – Colours (med Django Bates, Anders Jormin, Eivind Aarset & Audun Kleive)
- 1999 – Smilets historie
- 2005 – Itaka
- 2009 – Bendik XI
- 2014 – Oslo Odyssey (med Chris Dundas, Arild Andersen & Patrice Heral)
- 2015 – Children & Cosmopolitans
- 2017 – Rathkes Gate 12:21:58 (live, med Jacob Young & Paolo Vinaccia)
- 2018 – Atonement

## Filmmusik
- 1991 – TBC
- 1993 – Älska, älskar inte
- 1995 – Farligt vatten
- 1998 – Veranda för en tenor
- 2005 – Sex, hopp & kärlek